# The Mayfield Four
The Mayfield Four war eine US-amerikanische Rockband.

## Geschichte
Die Band wurde 1996 in Spokane, Washington als Rockband von vier befreundeten Jugendlichen gegründet. Zu den Gründungsmitgliedern zählten Myles Kennedy als Lead-Sänger und Gitarrist, Craig Johnson als Rhythmusgitarrist, Marty Meisner am Bass und Zia Uddin am Schlagzeug. Im selben Jahr nahm die Band eine Demo-CD auf. Sie wurde daraufhin von Epic Records unter Vertrag genommen. Bei diesem Label veröffentlichte die Band zwei Alben, denen aber kein kommerzieller Erfolg beschieden war. Mit der Auflösung des Vertrags im Jahr 2002 mit Epic löste sich die Band auf.

## Diskografie

### Studioalben
- 1998: Fallout (Epic Records)
- 2001: Second Skin (Epic Records)

### EPs
- 1997: Motion: Live (Epic Records)

### Singles
- 1998: Always
- 1998: Don't Walk Away
- 2001: Eden (Turn the Page)
- 2001: Sick and Wrong